# 黃奕聰
黃奕聰（1921年2月27日—2019年1月26日，原名Oei Ek Tjong）是一位印尼華裔企業家及慈善家。

## 生平
1921年出生於中國福建泉州。 他是一位蘇拉威西島商人的兒子。 他九歲時與母親移民至荷屬東印度（今印度尼西亞）與在蘇拉威西望加錫經商的父親團聚。他曾在当地一所中文学校接受教育，但十五岁时离开学校当小贩，十七歲開始賣餅乾。
2019年1月26日去世, 享年97歲。

## 事業
在早期职业生涯中，黃奕聰做过各种生意，包括經營食用油和农产品、咖啡店、养猪、面包店和坟墓建造 。在日占时期，价格管制摧毁了他的食用油业务。1949年，印度尼西亚独立革命摧毁了他的商品贸易业务，他卖掉了家族珠宝来偿还债权人，并用自己的汽车换了一辆自行车。
20世纪50年代，印尼派军队前往望加锡，鎮壓望加锡起义和伊斯蘭之家叛亂（Darul Islam rebellion），黃奕聰向印尼國民軍出售食品和其他物资，从而與印尼军方建立了联系。他利用軍艦将椰子核从万鸦老賣到望加锡製椰子油。他的椰子核生意后来擴展到雅加达和泗水。之後，苏拉威西发生了Permesta叛亂，黃奕聰决定搬到泗水。
1962年，兩合公司金光集團首先在泗水注册，并很快在雅加达开设了分公司。该公司出口天然产品和进口纺织品。
1968年，黃奕聰在万鸦老开设了食用油工厂PT Bitung Manado Oil，随后又在泗水开设了 PT Kunci Mas。 这家位于万鸦老的工厂后来生产了 Bimoli 品牌的食用油，满足了印度尼西亚食用油市场 50% 的需求。1990年，黃奕聰在食用油业务的合资企业分裂。该品牌之後输给了三林集团。
1972年，黃奕聰与台湾投资者一起收购了烧碱生产商Tjiwi Kimia，并将其转变为金光集团第一家造紙制造商。同年，他创立了Duta Pertiwi，一家房地产开发商和房地产公司。在 20世纪70年代，他已经获得了伐木特许权。
1980年，金光集团更换了所有食用油精炼设备，以便能够生产棕榈油。同年，黃奕聰已在苏门答腊、加里曼丹、苏拉威西和西巴布亚拥有大片油棕田。1982年，他在北苏门答腊收购了一块10,000公顷的土地。
在1982年，黃奕聰收购了印尼國際銀行，并成立了 PT Internas Artha Leasing Company。印尼國際銀行成为印尼第二大私人银行 ，但由于1997年亚洲金融危机，该银行于1998年4月倒闭，负债达46亿美元（当时印尼企业所欠的最大外债），并被 1999年4月收归国有。黃奕聰于2005年收购 PT Bank Shinta Indonesia，重返银行业，后来更名为 PT Bank Sinarmas。
1990年，黃奕聰被美国堪萨斯州匹兹堡州立大学授予经济学荣誉博士学位，被誉为“终极企业家”。
到20世纪90年代中期，黃奕聰最知名的资产是亚洲浆纸的控股权，这是一家在纽约证券交易所上市的新加坡公司，也是世界第十大造纸公司。1997年亚洲金融危机和2000年国际木浆价格下跌后，据透露，该公司在全球负债达139亿美元。2001年3月，在受到纽约证券交易所退市威胁两个月后，亚洲浆纸停止偿还债务，这被认为是世界新兴市场最大的债务违约事件 。亚洲浆纸还被判参与柬埔寨、中国云南省的非法采伐，破坏古老雨林 以及非法砍伐武吉蒂卡普魯國家公園超过200平方公里的森林。

## 财富
黃奕聰創立了金光集團，印度尼西亞蘇哈托新秩序時期最大的企業集團之一。
2011年，根據《福布斯》显示，黃奕聰被評為印度尼西亞第三富豪，總財富達80億美元。
与许多其他印尼华裔大亨不同，黃奕聰以炫耀自己的财富而闻名。 他开着豪华汽车，戴着一个镶有钻石的皮带扣，上面写着他的名字“EKA”。

## 家庭
黃奕聰有好幾個妻子和至少40個孩子。